# Bolezen presadka proti gostitelju
Bolezen presadka proti gostitelju ali reakcija presadka proti gostitelju (krajš. GVHD, angl. Graft Versus Host Disease) je sindrom, ki nastopi po presaditvi organa, pri katerem limfociti, ki jih vsebuje presadek, napadejo organizem prejemnika.
Najpogosteje se pojavi po alogenski presaditvi kostnega mozga, pa tudi po presaditvi čvrstih organov, bogatih z limfatičnimi celicami (na primer jetra) ter tudi po transfuziji neobsevanih krvnih pripravkov. Ločimo akutno in kronično obliko; akutna bolezen presadka proti gostitelju se pojavi v prvih sto
dneh po presaditvi, kronična pa kasneje.
Kaže se kot vnetje v različnih organih, z značilno apoptozo epitelijskih celic. Bolezen je zaradi rutinskega zdravljenja prejemnikov presadkov navadno blažje oblike, lahko pa se pokaže z drisko, osipom in okvaro jeter. Prizadetost kože, prebavil in jeter je značilna za akutno obliko, medtem ko kronična bolezen presadka proti gostitelju spominja na sistemske vezivnotkivne bolezni.
Standardna oblika zdravljenja je intravenska uporaba glukokortikoidov, kot je prednizon.